# Antje Harvey
Antje Harvey z d. Misersky (ur. 10 maja 1967 w Magdeburgu) – niemiecka biathlonistka oraz biegaczka narciarska reprezentująca również NRD, medalistka mistrzostw świata i igrzysk olimpijskich w biathlonie oraz mistrzostw świata w narciarstwie klasycznym.

## Kariera
Karierę zaczęła jako biegaczka narciarska. W Pucharze Świata w biegach narciarskich zadebiutowała w sezonie 1984/1985 zajmując 48. miejsce w klasyfikacji generalnej. W tym samym sezonie wystartowała na mistrzostwach świata w Seefeld zdobywając wspólnie z Manuelą Drescher, Gaby Nestler i Ute Noack brązowy medal w sztafecie 4 × 5 km. Nigdy nie stanęła na podium zawodów PŚ w biegach.
W 1989 roku przerzuciła się na biathlon. W Pucharze Świata w biathlonie zadebiutowała w sezonie 1989/1990 zajmując 44. miejsce. Pomijając występy w sztafetach ośmiokrotnie stawała na podium zawodów PŚ w biathlonie, w tym trzy razy zwyciężała. Najlepszy wynik w klasyfikacji końcowej osiągnęła w sezonie 1990/1991, kiedy to była piąta. W 1991 roku wystartowała na mistrzostwach w Lahti zdobywając wraz z Uschi Disl i Kerstin Möring brązowy medal w sztafecie. Rok później, w swoim olimpijskim debiucie podczas igrzysk w Albertville zdobyła srebrne medale w sprincie i sztafecie oraz złoty w biegu indywidualnym. Tym samym zdobyła medale w każdym z biegów, w których startowała. Z igrzysk olimpijskich w Lillehammer w 1994 roku także wróciła z medalem. Razem z Uschi Disl, Simone Greiner-Petter-Memm i Petrą Schaaf zdobyła kolejny srebrny medal w sztafecie. Jej najlepszym indywidualnym wynikiem było 9. miejsce w biegu indywidualnym. Wystartowała także na mistrzostwach świata w Anterselvie, gdzie Niemki, w tym samym składzie co w Lillehammer wywalczyły złoto w sztafecie. Indywidualnie Harvey najlepiej wypadła w biegu indywidualnym, w którym zajęła 11. miejsce. Po tych mistrzostwach zakończyła karierę.
Jej mąż Ian Harvey reprezentował Stany Zjednoczone w biathlonie. Ślub wzięli w 1993 r., mają dwie córki: Hazel (ur. w 1996 r.) oraz Pearl (ur. w 2001 r.).

## Osiągnięcia w biathlonie

### Igrzyska olimpijskie
| Rok  | Miejscowość | Konkurencje | Konkurencje | Konkurencje | Konkurencje | Konkurencje | Konkurencje | Konkurencje |
| Rok  | Miejscowość | IN          | SP          | PU          | MS          | RL          | MR          | SR          |
| ---- | ----------- | ----------- | ----------- | ----------- | ----------- | ----------- | ----------- | ----------- |
| 1992 | Albertville | 1.          | 2.          | nd.         | nd.         | 2.          | nd.         | –           |
| 1994 | Lillehammer | 9.          | 26.         | nd.         | nd.         | 2.          | nd.         | –           |

### Mistrzostwa świata
| Rok  | Miejscowość | Konkurencje | Konkurencje | Konkurencje | Konkurencje | Konkurencje | Konkurencje | Konkurencje |
| Rok  | Miejscowość | IN          | SP          | PU          | MS          | RL          | MR          | SR          |
| ---- | ----------- | ----------- | ----------- | ----------- | ----------- | ----------- | ----------- | ----------- |
| 1991 | Lahti       | 17.         | –           | nd.         | nd.         | 3.          | nd.         | –           |
| 1993 | Borowec     | 29.         | 7.          | nd.         | nd.         | 4.          | nd.         | –           |
| 1995 | Anterselva  | 11.         | 14.         | nd.         | nd.         | 1.          | nd.         | –           |

### Puchar Świata

#### Miejsca w klasyfikacji generalnej
| Sezon     | Miejsce |
| --------- | ------- |
| 1989/1990 | 44.     |
| 1990/1991 | 5.      |
| 1991/1992 | 7.      |
| 1992/1993 | 9.      |
| 1993/1994 | 12.     |
| 1994/1995 | 21.     |

#### Miejsca na podium chronologicznie
| Lp. | Dzień       | Rok  | Miejscowość | Konkurencja                | Lokata | Pudła   | Czas biegu | Strata  | Zwycięzca                  |
| --- | ----------- | ---- | ----------- | -------------------------- | ------ | ------- | ---------- | ------- | -------------------------- |
| 1.  | 17 stycznia | 1991 | Ruhpolding  | Bieg indywidualny na 15 km | 3.     | 0+2+1+1 | 51:10,0    | +1:04,1 | Jelena Gołowina            |
| 2.  | 7 marca     | 1991 | Oslo        | Bieg indywidualny na 15 km | 1.     | 0+0+1+0 | 56:18,9    | –       | –                          |
| 3.  | 21 grudnia  | 1991 | Hochfilzen  | Sprint na 7,5 km           | 1.     | 0+1     | 27:26,6    | –       | –                          |
| 4.  | 16 stycznia | 1992 | Ruhpolding  | Bieg indywidualny na 15 km | 3.     | 0+2+2+1 | 48:14,0    | +2:37,0 | Uschi Disl                 |
| 5.  | 18 stycznia | 1992 | Ruhpolding  | Sprint na 7,5 km           | 2.     | 0+2     | 25:10,4    | +3,1    | Anfisa Riezcowa            |
| 6.  | 11 lutego   | 1992 | Albertville | Sprint na 7,5 km           | 2.     | 0+2     | 24:29,2    | +15,9   | Anfisa Riezcowa            |
| 7.  | 19 lutego   | 1992 | Albertville | Bieg indywidualny na 15 km | 1.     | 0+0+0+1 | 51:47,2    | –       | –                          |
| 8.  | 23 stycznia | 1993 | Anterselva  | Sprint na 7,5 km           | 1.     | 0+0     | 23:30,0    | –       | –                          |
| 9.  | 6 marca     | 1993 | Lillehammer | Sprint na 7,5 km           | 3.     | 1+1     | 25:29,5    | +25,8   | Anfisa Riezcowa            |
| 10. | 18 marca    | 1993 | Kontiolahti | Bieg indywidualny na 15 km | 1.     | 0+0+0+0 | 50:46,8    | –       | –                          |
| 11. | 22 stycznia | 1994 | Anterselva  | Sprint na 7,5 km           | 2.     | 0+0     | 22:40,7    | +17,1   | Swietłana Paramygina       |
| 12. | 16 grudnia  | 1994 | Bad Gastein | Sprint na 7,5 km           | 2.     | 0+0     | 28:06,3    | +5,2    | Simone Greiner-Petter-Memm |

## Osiągnięcia w biegach narciarskich

### Mistrzostwa świata
| Miejsce | Dzień       | Rok  | Miejscowość      | Konkurencja            | Czas biegu | Strata  | Zwyciężczyni |
| ------- | ----------- | ---- | ---------------- | ---------------------- | ---------- | ------- | ------------ |
| 26.     | 19 stycznia | 1985 | Seefeld in Tirol | 10 km stylem dowolnym  | 30:54,8    | +3:07,4 | Anette Bøe   |
| 11.     | 21 stycznia | 1985 | Seefeld in Tirol | 5 km stylem klasycznym | 15:14,8    | +50,5   | Anette Bøe   |
| 3.      | 23 stycznia | 1985 | Seefeld in Tirol | Sztafeta 4 × 5 km      | 1:04:50,1  | +1:06,9 | ZSRR         |

### Mistrzostwa świata juniorów
| Miejsce | Dzień     | Rok  | Miejscowość | Konkurencja             | Wynik   | Strata  | Zwyciężczyni        |
| ------- | --------- | ---- | ----------- | ----------------------- | ------- | ------- | ------------------- |
| 10.     | 3 lutego  | 1984 | Trondheim   | 10 km stylem klasycznym | 32:48,5 | +1:09,5 | Swietłana Sacharowa |
| 3.      | 5 lutego  | 1984 | Trondheim   | Sztafeta 3 × 5 km       | 52:27,8 | +1:53,6 | Norwegia            |
| 12.     | 14 lutego | 1985 | Täsch       | 10 km stylem klasycznym | 31:24,3 | +1:15,4 | Anna-Lena Fritzon   |
| 3.      | 16 lutego | 1985 | Täsch       | Sztafeta 3 × 5 km       | 44:47,1 | +31,6   | ZSRR                |

### Puchar Świata

#### Miejsca w klasyfikacji generalnej
- sezon 1984/1985: 48.

#### Miejsca na podium
Harvey nigdy nie stanęła na podium zawodów PŚ w biegach.